# Вутиванская икона Божией Матери
Вутиванская икона Божией Матери — икона Богородицы, почитаемая в Православной церкви чудотворной. Празднование совершается 2 мая (по юлианскому календарю).
Преданий и сведений и появлении данной иконы не сохранилось. Она известна только по изображениям XVIII—XIX веков (например, икона «Распятие и Страсти Господни» с 142 чудотворными образами Пресвятой Богородицы (конец XVIII — начало XIX вв., Богоявленский Елоховской собор); икона «Божия Матерь „Неопалимая Купина“, двунадесятые праздники и чудотворные иконы Богородицы» (XIX в., ЦАК МДА); гравюра В. Т. Георгиевского «Изображение двунадесятых праздников и 132 явлений чудотворных икон Богородицы с Неопалимой Купиной в центре»).
Иконография Вутиванской иконы основана на типе Одигитрии с Богомладенцем, сидящем на левом колене, который произошёл от евангельской иконографии «Поклонение волхвов». На Вутиванской иконе Дева Мария изображена сидящей на троне с младенцем Иисусом с левой стороны (Его правая рука может быть прижата к груди или благословлять именословно, в левую может быть помещён свиток). По бокам трона изображены два ангела (могут быть представлены без крыльев).